# 장영란의 감성클럽 오빠
장영란의 감성클럽 오빠는 대한민국의 방송국인 KBS의 라디오 채널 KBS HAPPY FM (수도권과 창원 106.1MHz, 춘천 98.7MHz, 강릉,동해,삼척 102.1MHz, 속초,고성 106.7MHz, 양양 103.9MHz, 청주 90.9MHz, 전주 92.9MHz, 광주 95.5MHz, 순천,광양 102.7MHz, 여수 100.9MHz, 고흥,해남 106.7MHz, 대구 102.3MHz, 부산 97.1MHz, 제주 91.9MHz, 제주 서부 92.7MHz, 서귀포 89.7MHz)에서 매일 저녁 8시 5분부터 밤 10시까지 방송하는 퇴근길 저녁 라디오 프로그램이다. 2008년 11월 16일 자로 7개월만에 폐지되었다.

## 진행자
- 장영란 DJ (여)

## 매일코너
- 화내면서 배우는 외국어 한마디 : 개콘 준교수와 함께 배우는 실용 영어 회화. ‘니가 뭔데?’, ‘열받게 하지마’,‘걸리면 죽어!’ 등등 궁금했던 영어 표현이 있으신가요? 지금 준교수에게 물어보세요.
- 젊음의 행진! : 전영록,혜은이부터 박남정,강수지까지… 오빠들의 청춘을 수놓았던 바로 그 가수! 바로 그 곡! 다시 듣고 싶은 노래와 추억담을 남겨주세요.
- 열무 편지 : 열받거나! vs. 무안하거나! 뚜껑이 열리도록 열받았던 사연, 혹은 무지 X팔렸던 에피소드가 있으신가요? 지금 남겨주세요.
- 오빠 생각 : 남자들만이 느끼는 인생의 짙은 희로애락. 오빠들이 어떤 생각을 하며 사는지 궁금합니다.

## 요일별 코너
- 월 - 처세의 달인 : 프레젠테이션? 회식? 승진? 이직? 낮과 밤을 가리지 않는 치열한 전쟁터, 직장! 거기서 살아남는 비법을 공개합니다. 성공적인 직장생활을 위한 질문을 남겨주시고, 나만의 직장생활 비법도 공개해 주세요.
- 화 - 추억의 달인 : 왕조연과 소피 마르소, 황금박쥐와 공포의 외인구단 뽑기와 라면땅… 오빠들의 추억을 모조리 되살려 내는 기적의 추억 복원 프로젝트. 아련히 떠오르는 추억담을 지금 게시판에 남겨주세요~.
- 수 - 맛의 달인 :  한턱 쏴야 되는데, 어디 싸고 맛있는 메뉴없나? 주말에 장인어른 오신다는데 뭘 대접하지? 맛의 달인이 군침 넘어가는 음식 이야기와 상황별 맞춤 외식코스를 풀어놓습니다. 음식과 관련된 모든 질문, 사연 환영해요~.
- 목 - 육아의 달인 : 아이와 대화하기, 놀아주기, 학업 도와주기 아빠노릇하기가 쉽지 않으시죠? 매주 수요일, 멋진 아빠 만들기 노하우를 공개합니다. 육아에 대한 궁금증, 나만의 육아법을 남겨주세요.
- 금 - 작업의 달인 : 알다가도 모를 것이 여자의 마음. 그 마음을 사로잡는 비법을 고수로부터 배워봅시다! 현란한 작업의 기술들을 알아보는 실전 연애상담코너
- 토 [노총각 vs. 유부남] : 같은 성별을 가지고 전혀 다르게 살아가는 두 인종의 남자. 노총각과 유부남의 삶과 생각들을 낱낱이 파헤쳐드립니다. 가슴 깊숙이 숨겨놨던 이야기를 풀어보세요.
- 일 [고급스럽게~] : 천방지축 영란이도 일요일엔 도도하고 고급스러워진다? 어떤 사연이라도 럭셔리한 멘트와 엘레강스한 선곡으로 품위있게 포장해드립니다. 지금 참여하세요!

## 지역방송총국 매일 프로그램
다음 지역방송총국의 매일 프로그램은 밤 8시 5분부터 9시까지만 방송된다.
| 프로그램               | 지역      | 방송총국 | 진행자 | 주파수      |
| ---------------------- | --------- | -------- | ------ | ----------- |
| 전유미의 행복한 라디오 | 대전·충남 | KBS대전  | 전유미 | FM 100.9MHz |